# WWE Greatest Royal Rumble
Greatest Royal Rumble fue un evento Pay-Per View producido por la WWE y fue transmitido en vivo por WWE Network. El evento tuvo lugar el 27 de abril de 2018 en el King Abdullah Sports City Stadium en Yeda, Arabia Saudita. El tema oficial del evento fue "When Legends Rise" de Godsmack.

## Producción
Desde 1988, el Royal Rumble ha sido un evento anual celebrado por la WWE y generalmente es exhibido en pago por visión. El evento se destaca por el Royal Rumble match, un battle royal cuyos participantes entran en intervalos de tiempo. Greatest Royal Rumble incluyó la versión más grande del combate hasta la fecha, con un total de 50 participantes.
El 5 de marzo de 2018, la WWE y la Autoridad Deportiva General de Arabia Saudita anunciaron el Greatest Royal Rumble, un evento en vivo que se celebraría el 27 de abril de 2018 en el Estadio Internacional Rey Abdullah, parte de la Ciudad Deportiva Rey Abdullah, en Yeda, Arabia Saudita. El evento es parte de una asociación estratégica multiplataforma de 10 años entre la WWE y la Autoridad Deportiva General de Arabia Saudita en apoyo de Saudi Vision 2030, el programa de reforma social y económica de Arabia Saudita.
Como se reveló el 22 de marzo de 2018, el evento se transmitiría en vivo en WWE Network. También saldría al aire en pago por visión tradicional en los Estados Unidos e internacionalmente. El evento también fue el primer pago por evento de la WWE que incluía comentario en árabe.
En las semanas previas al evento, la WWE celebró pruebas en Arabia Saudita. De estas pruebas, ocho personas fueron seleccionadas para recibir entrenamiento de la WWE, lo que incluiría la oportunidad de ganar un lugar en el evento Greatest Royal Rumble.

## Antecedentes
El 9 de abril, Brock Lesnar, quien había renovado su contrato con la WWE, fue programado para defender el Campeonato Universal de la WWE contra Roman Reigns en un Steel Cage match como una revancha de WrestleMania 34. En el Raw después de WrestleMania, Reigns expresó su frustración por no haber sido informado sobre sus futuros combates y oponentes, destacando el Steel Cage match con Lesnar. Reigns alegó que había una conspiración contra él. Samoa Joe, quien había estado fuera por una lesión desde enero, salió y le advirtió a Reigns que Lesnar lo vencería de nuevo.
El 26 de marzo, Cesaro & Sheamus tenían programado defender el Campeonato en Parejas de Raw contra The Hardy Boyz (Jeff & Matt Hardy). En WrestleMania 34, sin embargo, Cesaro y Sheamus perdieron los títulos ante Braun Strowman y Nicholas, un niño de 10 años. La noche siguiente en Raw, Strowman y Nicholas renunciaron a los títulos debido a que Nicholas era un alumno de cuarto grado. Cesaro y Sheamus exigieron recuperar sus títulos, pero el gerente general de Raw Kurt Angle en su lugar los programó para enfrentar al ganador de un torneo de cuatro equipos por los títulos vacantes en Greatest Royal Rumble. Matt Hardy & Bray Wyatt ganaron el torneo al derrotar a Titus Worldwide (Apollo Crews & Titus O'Neil) y The Revival (Dash Wilder & Scott Dawson). Cesaro & Sheamus luego fueron transferidos a SmackDown Live durante el Superstar Shake-up 2018.

## Resultados
- John Cena derrotó a Triple H (15:45).[24][25]
  - Cena cubrió a Triple H después de 3 «Attitude Adjustment».
- Cedric Alexander derrotó a Kalisto y retuvo el Campeonato Peso Crucero de la WWE (10:15).[24][26]
  - Alexander cubrió a Kalisto después de revertir un «Salida del Sol» en un «Lumbar Check».
- Matt Hardy & Bray Wyatt derrotaron a Cesaro & Sheamus y ganaron el vacante Campeonato en Parejas de Raw (8:50).[24][27]
  - Matt cubrió a Sheamus después de un «Wheelbarrow Twist of Fate».
  - Este fue la final de un torneo después de que los anteriores campeones, Braun Strowman & Nicholas, dejaran vacantes los títulos.
  - Si Cesaro & Sheamus ganaban el campeonato, ellos hubieran sido transferidos nuevamente a Raw.
- Jeff Hardy derrotó a Jinder Mahal (con Sunil Singh) y retuvo el Campeonato de los Estados Unidos (6:10).[24][28]
  - Jeff cubrió a Mahal después de un «Swanton Bomb».
  - Durante la lucha, Sunil interfirió a favor de Mahal.
  - Si Mahal ganaba la lucha, se hubiera llevado el campeonato a Raw.
- The Bludgeon Brothers (Harper & Rowan) derrotaron a The Usos (Jimmy Uso & Jey Uso) y retuvieron el Campeonato en Parejas de SmackDown (5:05).[24][29]
  - Rowan cubrió a Jimmy después de un «Double Crucifix Powerbomb».
- Seth Rollins derrotó a Finn Bálor, The Miz y Samoa Joe en un Ladder Match y retuvo el Campeonato Intercontinental (14:33).[24][30]
  - Rollins ganó la lucha después de descolgar el título.
  - Si The Miz o Joe ganaban la lucha, se hubieran llevado el campeonato a SmackDown Live.
- El Campeón de la WWE AJ Styles y Shinsuke Nakamura terminaron sin resultado (14:25).[24][31]
  - La lucha terminó sin resultado después de que Styles y Nakamura no volvieran al ring antes de la cuenta de diez.
  - Como consecuencia, Styles retuvo el Campeonato de la WWE.
  - Después de la lucha, Styles atacó a Nakamura.
- The Undertaker derrotó a Rusev (con Aiden English) en un Casket Match (9:40).[24][32]
  - The Undertaker ganó la lucha después de meter al ataúd a Rusev junto con English y cerrar la puerta.
- Brock Lesnar derrotó a Roman Reigns en un Steel Cage Match y retuvo el Campeonato Universal de la WWE (9:15).[24][33]
  - Lesnar ganó la lucha después de caer al piso tras un «Spear» de Reigns que destruyó una de las paredes de la jaula.
  - Durante la lucha, Heyman interfirió a favor de Lesnar.
- Braun Strowman ganó el Greatest Royal Rumble Match (1:17:20).[24][34]
  - Braun eliminó finalmente a Big Cass, ganando la lucha.
  - Ésta es la primera vez en la historia que se realiza un Royal Rumble Match con 50 hombres en la WWE.
  - Esta fue la última lucha de Chris Jericho en WWE.

### Torneo por los Campeonatos en Parejas de Raw
|  | Primera Ronda Raw (4/9)                  | Primera Ronda Raw (4/9)                  | Primera Ronda Raw (4/9) |                         |             | Semifinal Eliminatoria Raw (4/16) | Semifinal Eliminatoria Raw (4/16) | Semifinal Eliminatoria Raw (4/16) |  |                  | Final Greatest Royal Rumble (4/27) | Final Greatest Royal Rumble (4/27) | Final Greatest Royal Rumble (4/27) |  |
|  |                                          |                                          |                         |                         |             |                                   |                                   |                                   |  |                  |                                    |                                    |                                    |  |
|  |                                          |                                          |                         |                         |             |                                   |                                   |                                   |  |                  |                                    |                                    |                                    |  |
|  | The Revival (Dash Wilder & Scott Dawson) | The Revival (Dash Wilder & Scott Dawson) | Pin                     |                         |             |                                   |                                   |                                   |  |                  |                                    |                                    |                                    |  |
|  | The Revival (Dash Wilder & Scott Dawson) | The Revival (Dash Wilder & Scott Dawson) | Pin                     |                         |             |                                   |                                   |                                   |  |                  |                                    |                                    |                                    |  |
|  | Luke Gallows & Karl Anderson             | Luke Gallows & Karl Anderson             | 3:35                    |                         |             |                                   |                                   |                                   |  |                  |                                    |                                    |                                    |  |
|  | Luke Gallows & Karl Anderson             | Luke Gallows & Karl Anderson             | 3:35                    |                         | The Revival | The Revival                       | 5:25                              |                                   |  |                  |                                    |                                    |                                    |  |
|  |                                          |                                          |                         |                         | The Revival | The Revival                       | 5:25                              |                                   |  |                  |                                    |                                    |                                    |  |
|  |                                          |                                          | Matt Hardy & Bray Wyatt | Matt Hardy & Bray Wyatt | Pin         |                                   |                                   |                                   |  |                  |                                    |                                    |                                    |  |
|  | Matt Hardy & Bray Wyatt                  | Matt Hardy & Bray Wyatt                  | Matt Hardy & Bray Wyatt | Matt Hardy & Bray Wyatt | Pin         | Pin                               |                                   |                                   |  |                  |                                    |                                    |                                    |  |
|  | Matt Hardy & Bray Wyatt                  | Matt Hardy & Bray Wyatt                  |                         |                         |             |                                   |                                   |                                   |  |                  |                                    |                                    |                                    |  |
|  | Titus Worldwide (Titus O'Neil y Apollo)  | Titus Worldwide (Titus O'Neil y Apollo)  | 5:07                    |                         |             |                                   |                                   |                                   |  |                  |                                    |                                    |                                    |  |
|  | Titus Worldwide (Titus O'Neil y Apollo)  | Titus Worldwide (Titus O'Neil y Apollo)  | 5:07                    |                         |             |                                   |                                   |                                   |  | Cesaro & Sheamus | Cesaro & Sheamus                   | 8:50                               |                                    |  |
|  |                                          |                                          |                         |                         |             |                                   |                                   |                                   |  | Cesaro & Sheamus | Cesaro & Sheamus                   | 8:50                               |                                    |  |
|  |                                          |                                          | Matt Hardy & Bray Wyatt | Matt Hardy & Bray Wyatt | Pin         |                                   |                                   |                                   |  |                  |                                    |                                    |                                    |  |
|  |                                          |                                          | Matt Hardy & Bray Wyatt | Matt Hardy & Bray Wyatt | Pin         |                                   |                                   |                                   |  |                  |                                    |                                    |                                    |  |
|  |                                          |                                          |                         |                         |             |                                   |                                   |                                   |  |                  |                                    |                                    |                                    |  |
|  |                                          |                                          |                         |                         |             |                                   |                                   |                                   |  |                  |                                    |                                    |                                    |  |
|  |                                          |                                          |                         |                         |             |                                   |                                   |                                   |  |                  |                                    |                                    |                                    |  |
|  |                                          |                                          |                         |                         |             |                                   |                                   |                                   |  |                  |                                    |                                    |                                    |  |
|  |                                          |                                          |                         |                         |             |                                   |                                   |                                   |  |                  |                                    |                                    |                                    |  |
|  |                                          |                                          |                         |                         |             |                                   |                                   |                                   |  |                  |                                    |                                    |                                    |  |
|  |                                          |                                          |                         |                         |             |                                   |                                   |                                   |  |                  |                                    |                                    |                                    |  |
|  |                                          |                                          |                         |                         |             |                                   |                                   |                                   |  |                  |                                    |                                    |                                    |  |
|  |                                          |                                          |                         |                         |             |                                   |                                   |                                   |  |                  |                                    |                                    |                                    |  |
|  |                                          |                                          |                         |                         |             |                                   |                                   |                                   |  |                  |                                    |                                    |                                    |  |

## Royal Rumble: entradas y eliminaciones

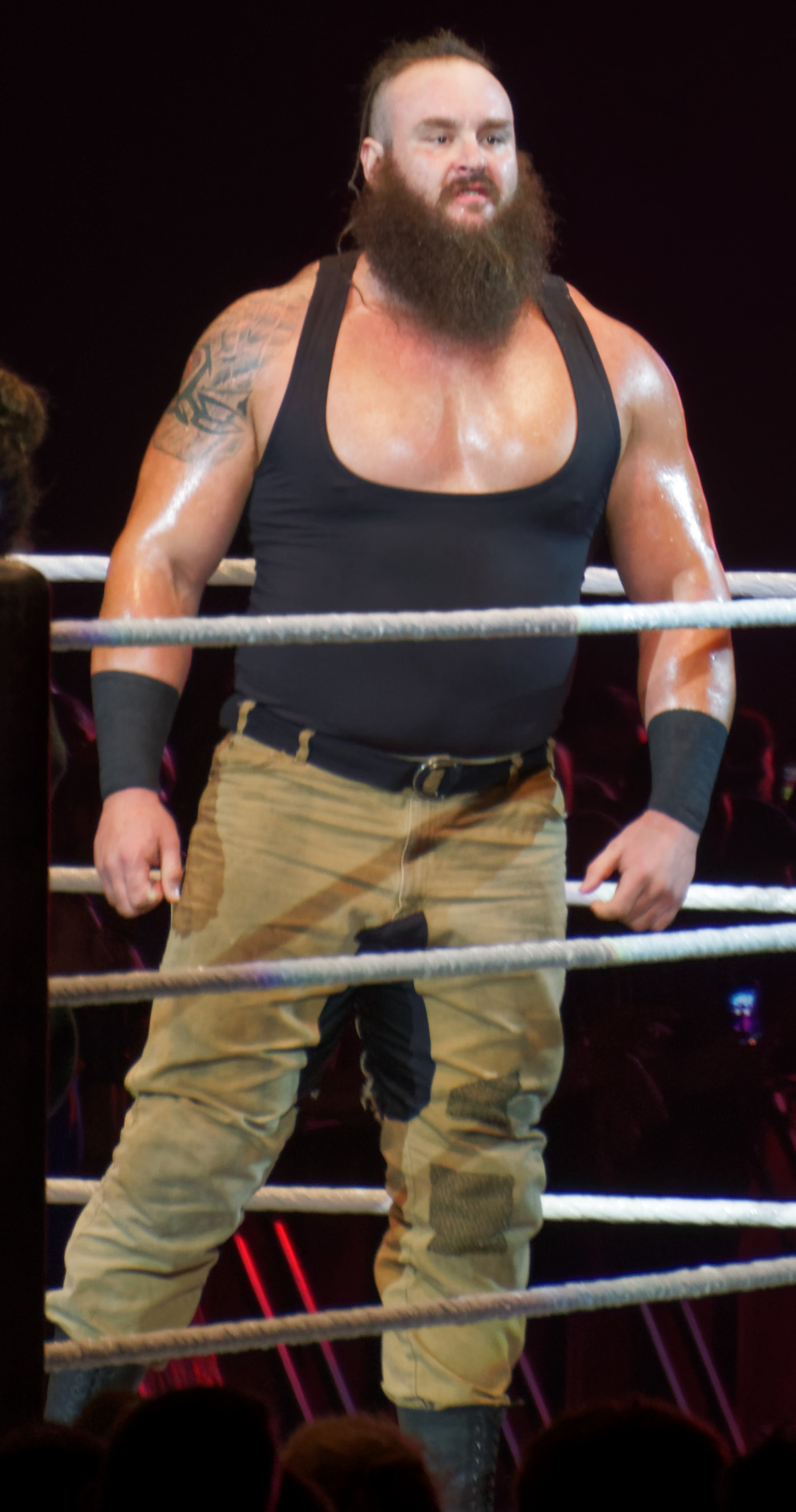
Braun Strowman, ganador del Greatest Royal Rumble 2018.

El color rojo ██ indica las superestrellas de Raw, azul ██ indica las superestrellas de SmackDown Live, amarillo ██ indica las superestrellas de NXT, morado ██ indica las superestrellas de 205 Live, gris ██ indica las superestrellas miembros del WWE Hall of Fame, sin color indica las superestrellas que son agentes libres. Cada participante entraba en intervalos de 90 segundos (1 minuto y 30 segundos).
| Entradas | Entradas         | Eliminado por | Eliminado por       | Elim. | Tiempo. |
| -------- | ---------------- | ------------- | ------------------- | ----- | ------- |
| 1        | Daniel Bryan     | 48            | Cass                | 3     | 1:16:05 |
| 2        | Dolph Ziggler    | 12            | Angle               | 2     | 21:44   |
| 3        | Sin Cara         | 1             | Ziggler             | 0     | 01:18   |
| 4        | Curtis Axel      | 2             | Henry               | 0     | 02:00   |
| 5        | Mark Henry       | 5             | Bryan y Ziggler     | 3     | 03:27   |
| 6        | Mike Kanellis    | 3             | Henry               | 0     | 00:02   |
| 7        | Hiroki Sumi      | 4             | Henry               | 0     | 00:46   |
| 8        | Viktor           | 6             | Bryan               | 0     | 00:51   |
| 9        | Kofi Kingston    | 14            | Elias               | 1     | 16:34   |
| 10       | Tony Nese        | 9             | Kingston y Woods    | 1     | 07:13   |
| 11       | Dash Wilder      | 7             | Bryan y Hornswoggle | 0     | 01:26   |
| 12       | Hornswoggle      | 8             | Nese                | 1     | 01:00   |
| 13       | Primo Colon      | 11            | Angle               | 0     | 05:10   |
| 14       | Xavier Woods     | 15            | Elias               | 1     | 09:56   |
| 15       | Bo Dallas        | 10            | Angle               | 0     | 01:34   |
| 16       | Kurt Angle       | 16            | Elias               | 3     | 07:59   |
| 17       | Scott Dawson     | 19            | Roode               | 0     | 11:44   |
| 18       | Goldust          | 18            | Roode               | 0     | 10:04   |
| 19       | Konnor           | 13            | Elias               | 0     | 02:25   |
| 20       | Elias            | 41            | Lashley             | 5     | 34:04   |
| 21       | Luke Gallows     | 20            | Mysterio            | 0     | 09:16   |
| 22       | Rhyno            | 25            | Strong              | 0     | 16:22   |
| 23       | Drew Gulak       | 17            | Knight              | 0     | 01:47   |
| 24       | Tucker Knight    | 23            | Big E               | 1     | 10:08   |
| 25       | Bobby Roode      | 29            | Corbin              | 2     | 17:44   |
| 26       | Fandango         | 21            | Rawley              | 0     | 03:42   |
| 27       | Chad Gable       | 24            | Apollo Crews        | 0     | 08:17   |
| 28       | Rey Mysterio     | 37            | Corbin              | 1     | 20:25   |
| 29       | Mojo Rawley      | 27            | Orton               | 2     | 08:52   |
| 30       | Tyler Breeze     | 22            | Rawley              | 0     | 00:16   |
| 31       | Big E            | 33            | Strowman            | 1     | 13:59   |
| 32       | Karl Anderson    | 26            | Orton               | 0     | 04:25   |
| 33       | Apollo Crews     | 28            | Orton               | 1     | 03:26   |
| 34       | Roderick Strong  | 30            | Corbin              | 1     | 03:59   |
| 35       | Randy Orton      | 39            | Elias               | 4     | 58:58   |
| 36       | Heath Slater     | 34            | Strowman            | 0     | 07:38   |
| 37       | Babatunde        | 31            | Strowman            | 0     | 05:53   |
| 38       | Baron Corbin     | 38            | Orton               | 3     | 07:08   |
| 39       | Titus O'Neil     | 35            | Strowman            | 0     | 04:42   |
| 40       | Dan Matha        | 32            | Strowman            | 0     | 02:01   |
| 41       | Braun Strowman   | -             | Ganador             | 13    | 22:14   |
| 42       | Tye Dillinger    | 36            | Strowman            | 0     | 00:29   |
| 43       | Curt Hawkins     | 40            | Strowman            | 0     | 00:20   |
| 44       | Bobby Lashley    | 45            | Strowman            | 2     | 14:38   |
| 45       | The Great Khali  | 42            | Lashley y Strowman  | 0     | 00:31   |
| 46       | Kevin Owens      | 47            | Strowman            | 0     | 10:43   |
| 47       | Shane McMahon    | 44            | Strowman            | 0     | 08:07   |
| 48       | Shelton Benjamin | 43            | Jericho             | 0     | 04:23   |
| 49       | Big Cass         | 49            | Strowman            | 1     | 07:23   |
| 50       | Chris Jericho    | 46            | Strowman            | 1     | 03:18   |

- Al eliminar a 13 hombres, Braun Strowman rompió el récord de 12, establecido por Roman Reigns en Royal Rumble (2014).
- Daniel Bryan permaneció en el combate por 1:12:05, rompiendo así el récord de Rey Mysterio (que duró 1:02:12) en Royal Rumble (2006).
- Shane McMahon fue el eliminado Nº 1000 en la historia de los Royal Rumble, a manos de Strowman.

## Controversia
La WWE fue criticada por celebrar el evento sin luchadoras femeninas, que no pudieron presentarse en el evento debido a los derechos limitados de las mujeres en Arabia Saudita. Triple H, vicepresidente ejecutivo de la WWE, respondió a la crítica: «Entiendo que la gente lo cuestiona, pero debe comprender que cada cultura es diferente y solo porque no está de acuerdo con un determinado aspecto de ella, no significa que no sea una cultura relevante ... No se puede dictar a un país o una religión sobre cómo manejan las cosas pero, una vez dicho esto, WWE está a la vanguardia de la evolución de las mujeres en el mundo y lo que no se puede hacer es afectar el cambio en cualquier lugar alejándose de él ... Aunque las mujeres no están compitiendo en el evento, hemos tenido discusiones al respecto y esperamos que en los próximos años lo estén». Mujeres fueron asistentes al evento, pero solo si estaban acompañadas por un tutor masculino. Este fue un cambio importante respecto de los eventos anteriores, que solo estaban abiertos a los hombres. Associated Press señaló que esto se debe a «una serie de cambios sociales» por parte del príncipe heredero Mohamed bin Salmán. Durante el evento, WWE emitió un video promocional, que incluyó luchadoras femeninas de la WWE. La Autoridad Deportiva General de Arabia emitió una disculpa por el «material indecente» que se emitió en el evento.
Otro tema de crítica fue la situación de los homosexuales en Arabia Saudita, donde las relaciones homosexuales son ilegales y pueden ser castigadas con la muerte.
Otra controversia es que el luchador Sami Zayn no participó en el evento debido a que Zayn es de Ascendencia Siria por lo que en Arabia Saudita tiene un conflicto con Siria siendo el Motivo de su Ausencia del evento.